# Ortskapelle Untermixnitz

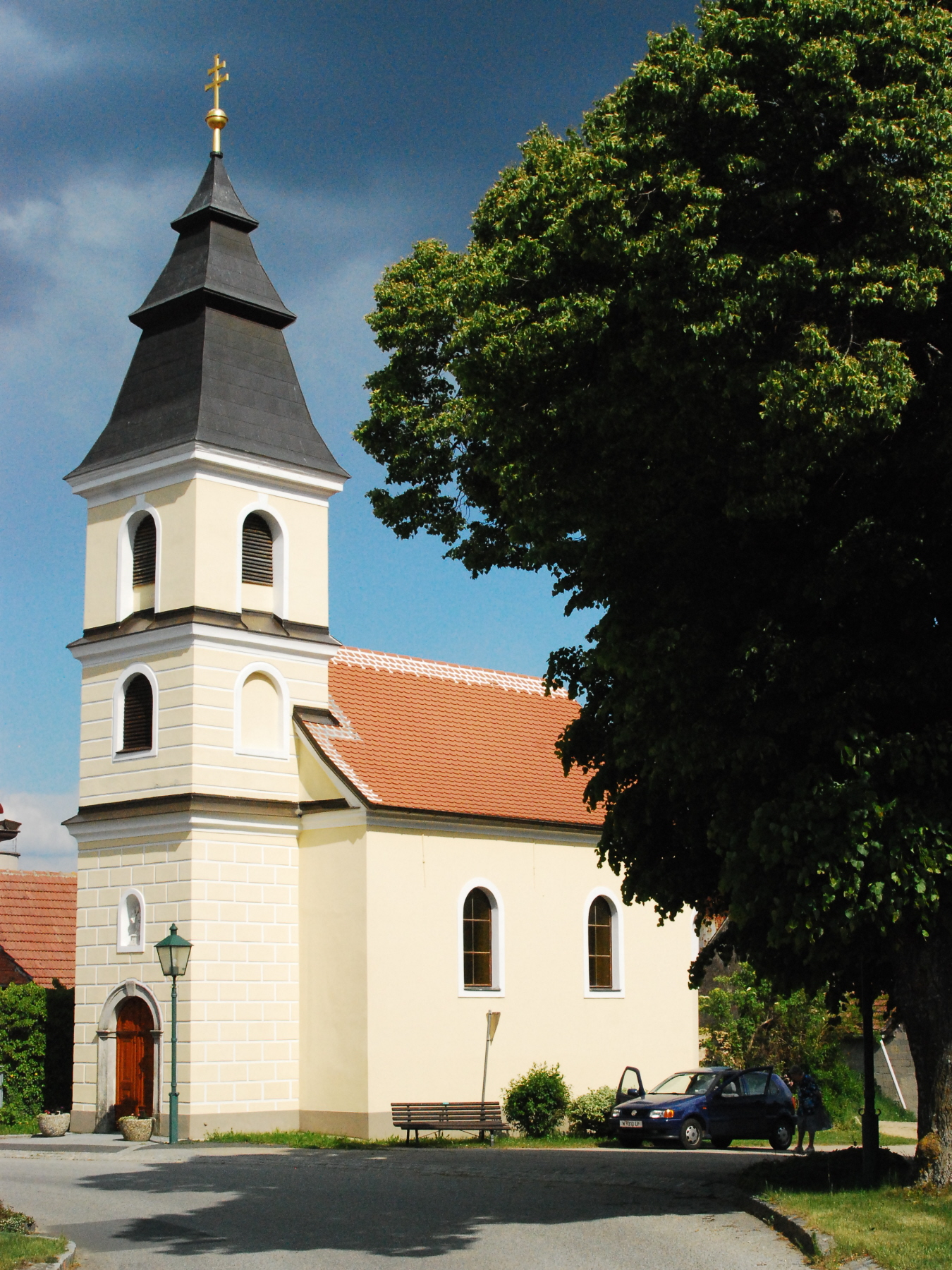
Ortskapelle Untermixnitz

Die Ortskapelle hl. Rosalia von Untermixnitz ist eine unter Denkmalschutz stehende Kapelle (Listeneintrag).

## Geschichte und Beschreibung
Die Ortskapelle von Untermixnitz  wurde von Johann von Fladnitz gestiftet, der am 9. Jänner 1445 in Wien für die Kapelle eine Messstiftung machte.
Trotz einiger pfarrlichen Rechte blieb die Kapelle vom nahen Pulkau abhängig. Ein Visitationsprotokoll aus dem Jahr 1544 bezeichnet die Kapelle als seit fünf Jahren priesterlos und laut einem Gedenkbuch von Pulkau aus dem Jahr 1645 wurde sie etwa um diese Zeit profaniert.
Im Jahr 1749 wurde sie wiederhergestellt und der heiligen Rosalia geweiht. 1778 kam es zur Umpfarrung von Pulkau nach Waitzendorf. Im Zuge der josephinischen Reformen kam Untermixnitz zur neu errichteten Pfarre in Obermixnitz, die vom oberösterreichischen Zisterzienserstift Wilhering betreut wurde.
Die Kapelle von Untermixnitz ist ein Bauwerk mit runder Apsis und einem an der Westseite vorgelagerten dreigeschoßigen Turm, der mit Gesimsen unterteilt ist. Die Schallfenster wurden rundbogig ausgeführt.
Durch die Renovierungsarbeiten im Jahr 1816 wurde das Erscheinungsbild der barocken Kapelle stark verändert. 1970 wurde die Kapelle innen und 1974 außen renoviert.